# Moucherolle flavescent
Myiophobus flavicans
Pour les articles homonymes, voir Moucherolle jaunâtre (homonymie).
Espèce
Synonymes
- Myiobius flavicans

Répartition géographique
Statut de conservation UICN

 LC  : Préoccupation mineure
Le Moucherolle flavescent (Myiophobus flavicans), appelé également Moucherolle jaunâtre, est une espèce de passereau de la famille des Tyrannidae.

## Répartition et sous-espèces
Cet oiseau est représenté par cinq sous-espèces :
- M. f. flavicans (Sclater, 1861) — Andes colombiennes, équatoriennes et péruviennes (au nord du río Marañón) ;
- M. f. perijanus Phelps & Phelps Jr, 1957 — nord-ouest du Venezuela (serranía de Perijá et paramo de Tamá, à la frontière colombienne) ;
- M. f. venezuelanus (Hellmayr, 1920) — cordillères de Mérida et de la Costa ;
- M. f. caripensis Zimmer & Phelps, 1954 — cordillère de la Costa (est) ;
- M. f. superciliosus (Taczanowski, 1875) — cordillère Centrale (Pérou)[1],[2],[3].

## Systématique
Le Moucherolle flavescent a été décrit en 1860 par Philip Lutley Sclater sous le nom scientifique de Myiobius flavicans.